# اللغة القورارية
اللغة القورارية هي لغة أمازيغية زناتية منطوقة في منطقة قورارة (أرخبيل من الواحات المحيطة بمدينة تيميمون في جنوب غرب الجزائر).
يعطيه الموقع إثنولوج الاسم العام زناتي جنبا إلى جنب مع لغة توات. لكن  بلينش لديه تصنيف آخر: القورارية لهجة من اللغة المزابية و التواتية لهجة من اللغات الريفية.

## خصائص
القورارية و التواتية هما اللغتان الأمازيغيتان الوحيدتان اللتان تقومان بتغيير /r/ في مواضع معينة إلى /ḥ/  ؛ في سياقات أخرى تسقطها، مما يحول /ə/ السابقة إلى /a/  وهذه الظاهرة الأخيرة موجودة أيضًا في اللغات الريفية في أقصى شمال المغرب.
ليس هناك أدلة حاسمة لتأثير السونغاية على القورارية.

## اهلّيل
تم إدراج التقليد المحلي لأغاني وموسيقى اهلّيل في قورارة الموصوف من قبل مولود معمري  كجزء من التراث الثقافي غير المادي للبشرية من قبل اليونسكو.